# ETS1
Белок C-ets-1 (англ. Protein C-ets-1) — белок фактор транскрипции, продукт гена человека ETS1. Входит в семейство факторов транскрипции ETS.

## Функции
Фактор трансккрипции, который осуществляет прямой контроль экспрессии цитокинов и хемокинов в ходе множества клеточных процессов. Может контролировать дифференцировку, выживание и пролиферацию клеток лимфоидного ряда. Может регулировать ангиогенез за счёт регулирования экспрессии генов, отвечающих за миграцию и инвазию клеток.

## Взаимодействия
Ets1 взаимодействует с рядом других факторов транскрипции, образуя мультимолекулярные комплексы. При взаимодействии Ets1 с другими факторами транскрипции (Runx1, Pax5, TFE3, USF1) конечный эффект комплекса зависит от статуса фосфорилирования C-концевого домена Ets1 (фосфорилирование инактивирует его). Ацетилтрансферазы CBP и p300 связывают Ets1.  трансактивационный домен. AP1, STAT5 и VDR связываются с C-концевым доменом белка.
Кроме этого, Ets1 связывается с TTRAP, UBE2I и DAXX.

## Структура и внутриклеточная локализация
Белок C-ets-1 состоит из 441 аминокислоты, молекулярная масса 50,4 кДа. Локализован в клеточном ядре, может переходить в цитоплазму при связывании изоформы Ets-1 p27.

## Экспрессия
Наиболее высокий уровеь экспрессии обнаружен в клетках лимфоидного ряда. Изоформы c-ETS-1A и Ets-1 p27 обнаружены во всех фетальных тканях. В тканях взрослого организма уровень может сильно различаться, отсутствует в мозге и почках.